# Initial Graphics Exchange Specification

Logo IGES National Institute of Standards and Technology

Initial Graphics Exchange Specification (IGES) – wstępna specyfikacja wymiany danych graficznych (wersja 5.3) American National Standards Institute (ANSI, pl. Amerykański Narodowy Instytut Standaryzacyjny), standard US PRO/IPO-100-1993, występuje również pod nazwą: AS 3643.1:1989 i AS 3643.2:1992.

## Zastosowania
IGES definiuje neutralny (niezależny od sprzętu) format danych dla cyfrowej wymiany informacji graficznej reprezentowanej wektorowo dla potrzeb komputerowych systemów wspomagania projektowania (Computer-Aided Design – CAD) oraz innych aplikacji.
Standard zapewnia wsparcie dla wymiany rysunków technicznych 2-D i 3-D, dokumentacji i innych danych niezbędnych w procesie projektowania i wytwarzania, włączając dane geometryczne i niegeometryczne dotyczące materiałów i powierzchni wraz z ich właściwościami (kształty, wymiary, tolerancje, cechy użytkowe itp.).
Dodatkowo zawarto opis wszystkich informacji typowych dla procesów projektowania i wytwarzania wspomaganych komputerowo.